# Atletismo nos Jogos Pan-Americanos de 1999 - 50 km marcha atlética masculina
A prova dos 50 km da marcha atlética masculina nos Jogos Pan-Americanos de 1999 foi realizada em 29 de julho de 1999.

## Medalhistas
| Ouro                    | Prata                        | Bronze                         |
| Joel Sánchez MEX México | Carlos Mercenario MEX México | Philip Dunn USA Estados Unidos |

### Final
| Posição           | Nome              | Nacionalidade      | Tempo   | Notas |
| ----------------- | ----------------- | ------------------ | ------- | ----- |
| Medalha de ouro   | Joel Sánchez      | MEX México         | 4:06:31 |       |
| Medalha de prata  | Carlos Mercenario | MEX México         | 4:09:48 |       |
| Medalha de bronze | Philip Dunn       | USA Estados Unidos | 4:13:45 |       |
| 4                 | Gary Morgan       | USA Estados Unidos | 4:40:29 |       |
| 5                 | Tim Berrett       | CAN Canadá         | DNF     |       |